# Curie-hőmérséklet

Curie-hőmérséklet felett megszűnik a rendezettség, paramágnesessé válik az anyag

Curie-hőmérsékletnek (Tc) nevezik azt a hőmérsékletet, amely felett a ferro- és ferrimágneses anyagok hevítés hatására paramágnesessé válnak. A jelenség reverzibilis. Ez termodinamikai szempontból másodrendű fázisátalakulás, azaz folyamatos, és nem jár hőhatással. A Curie-hőmérsékleten a mágneses szuszceptibilitás értéke elméletileg végtelenné válik. A jelenséget Pierre Curie francia fizikus fedezte fel 1895-ben. Az ennek megfelelő fázisátalakulás az antiferromágneses anyagoknál a Néel-hőmérsékleten történik meg.

## Ferro- és ferrimágneses anyagok Curie-hőmérséklete
|             | Tc      |
| ----------- | ------- |
| vas         | 770 °C  |
| kobalt      | 1130 °C |
| nikkel      | 358 °C  |
| gadolínium  | 19,3 °C |
| terbium     | 219 K   |
| diszprózium | 85 K    |
| holmium     | 20 K    |
| erbium      | 32 K    |
| túlium      | 25 K    |

|                        |              | Tc         |
| ---------------------- | ------------ | ---------- |
| vas(III)-oxid          | Fe2O3        | 622 °C     |
| magnetit               | Fe3O4        | 578 °C     |
|                        | SmCo5        | 720 °C     |
|                        | NdFeB        | 583 °C     |
| Alnico                 | AlxNiyCoz    | 800-860 °C |
|                        | Au2MnAl      | 200 K      |
| gadolínium(III)-klorid | GdCl3        | 2,2 K      |
| vas-borid              | Fe2B         | 1015 K     |
| ittrium-vas-gránát     | Y3Fe2(FeO4)3 | 550 K      |

Curie-hőmérséklet alatti ferromágneses anyagnál az elemi mágneses dipólusok egymáshoz párhuzamosan, egyirányba rendezett állapotban vannak. Ferrimágneses anyagnál a rendezettség ugyan párhuzamos, de bennük két alrács váltakozik, amelyekben az elemi mágneses momentumok ellentétesen állnak. Ilyen anyag például a magnetit. A hőmérséklet növelésével a rendezettség csökken, a Curie-hőmérsékletet átlépve a rendezettség megszűnik, az anyag elveszíti mágneses tulajdonságát.
|  |  |

## Piezoelektromos anyagok Curie-hőmérséklete

Piezokerámia perovszkit-típusú elemi cellája. Curie-hőmérséklet alatt elektromos dipólussá válik

Ezek az anyagok a Curie-hőmérsékletük fölé melegítve elveszítik spontán polarizációjukat és piezoelektromos tulajdonságukat. Az egyik legismertebb ilyen anyag az ólom-cirkonát-titanát, Tc alatt tetragonális, az elemi cella központi kationja (Zr4+ vagy Ti4+) nem a cella szimmetriacentrumában helyezkedik el, ami dipólusmomentumot eredményez. A vegyületet melegítve a Curie-hőmérsékletét elérvén tércentrált köbös kristályszerkezetű módosulattá alakul át, amelynek már nincs dipólusmomentuma, így a piezoelektromos tulajdonsága is megszűnik.

## Ferroelektromos vegyületek Curie-hőmérséklete

Ferroelektromos polarizáció külső elektromos mező függvényében

Azokat az anyagokat nevezzük ferroelektromosnak, amelyek spontán elektromos polarizációval rendelkeznek, aminek iránya külső elektromos mező hatására megváltoztatható. Ferroelektromos anyagok a Curie-hőmérsékletük felett elveszítik elektromos polarizációjuk rendezettségét, paraelektromossá válnak.
|                |                 | Tc           |
| -------------- | --------------- | ------------ |
| Seignette-só   | KNaC4H4O6·4 H2O | 255 K, 297 K |
| ólom-titanát   | PbTiO3          | 490 °C       |
| bárium-titanát | BaTiO3          | 120 °C       |

## Antiferroelektromos anyagok Curie-hőmérséklete

Antiferroelektromos rendeződés

A jelenség analóg az antiferromágneses-paramágneses fázisátmenettel. Az antiferroelektromos anyagok melegítés hatására szintén elveszítik rendezettségüket, és paraelektromossá válnak. Az antiferromágneses anyagoktól eltérően azonban ezt a pontot nem Néel-hőmérsékletnek, hanem antiferroelektromos anyagok Curie-hőmérsékletének nevezik.
|          | Tc      |
| -------- | ------- |
| PbZrO3   | 233 °C  |
| NaNbO3   | 638 °C  |
| NH4H2PO4 | -125 °C |

## Curie-hőmérséklettel kapcsolatos fogalmak, jelenségek és alkalmazások

### Curie-mélység
Kiss János és munkatársai cikkéből idézve: "Az erősen mágneses anyagok — közöttük azok a kőzetek, amelyekben ezek az ásványok jelen vannak a földkéregben— csak addig a mélységig kutathatók, amíg a litoszférában a kőzetek hőmérséklete el nem éri a Curie-hőmérsékletet, mert ott a ferromágneses anyagok átalakulnak és paramágnesessé válnak. A földtani kutatásban fontos annak ismerete, hogy milyen mélységig tudunk a földmágneses anomáliák értelmezése során hatókat kijelölni. Ez a mélység a Curie-hőmérsékletnek megfelelő mélység, azaz a Curie-mélység, vagy az ún. Curie-izoterma."

### Paleomágneses jelenség
A Curie-hőmérséklet alá hűlve az ásványok mágnesezhető összetevői a föld mágneses tere hatására mágneseződnek, így rögzül a kőzetben a föld mágneses terének aktuális iránya, mágnesezettségének nagysága arányos lesz az akkori mágneses tér nagyságával. Ezt termoremanens mágnesezettségnek nevezik. Segítségével ki lehet következtetni, hogy a lemeztektonikai mozgások honnan sodortak egy kőzetet a jelenlegi helyére. Üledékes remanens mágnesesség jöhet létre, ha folyó hordalékából a mágnesezhető részek rendezetten ülepednek ki, és keletkezik belőlük másodlagos kőzet, amely a termoremanens esethez hasonlóan megőrzi a mágneses tér említett paramétereit.

### Magnetooptikai adattárolás
Magnetooptikai lemezre lézert és elektromágnest egyszerre használva lehet adatot tárolni. A lézer a lemez pontjait a ferromágneses anyag Curie-hőmérséklete fölé hevíti, mialatt az elektromágnes a mágneses tér irányának ide-oda változtatásával tárolja az 1 vagy 0 értékeket. Olvasáskor a lézer kisebb intenzitással működik, és polarizált fényt bocsát ki. A visszavert fény intenzitása a magnetooptikai Kerr-hatás miatt attól függően változik, hogy milyen mágneses polarizáltságú - nullát vagy egyest tároló - pontról verődik vissza.